# Brinquedoteca

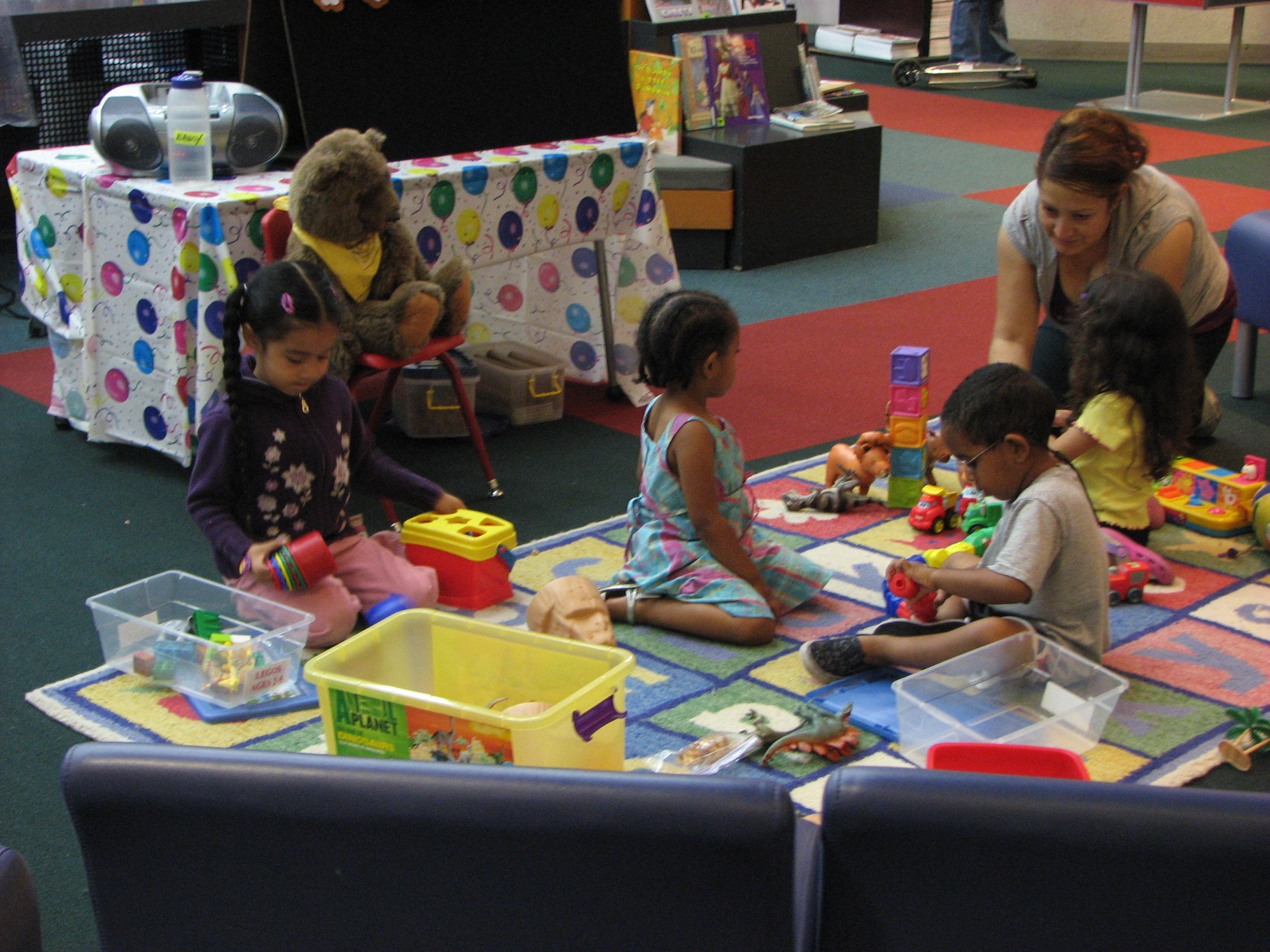
Brinquedoteca

Brinquedoteca  é um espaço de jogos, brinquedos e instrumentos para desenvolver a ludicidade da criança, podendo ser utilizada de forma livre ou com a orientação do profissional da brinquedoteca mais conhecido como brinquedista. O termo é mais usado no Brasil, sendo que em Portugal são conhecidas como Ludotecas. 
Huizinga com seu livro Homo Ludens  pontua que existe uma relação entre  o jogo, a história e a cultura. A vida cultural do homem emerge a partir do jogo e não o contrário, existindo uma espécie de "instinto do jogo".
O brincar da criança não é equivalente ao jogo para o adulto, pois não se trata de uma simples recreação. O adulto que brinca/joga, em geral, afasta-se da realidade, enquanto que a criança que brinca/joga avança para novas etapas de domínio do mundo que a cerca. A criança brinca utilizando sua capacidade de experimentar, criar situações, modelos e dominar na realidade, experimentando e provocando os acontecimentos.

## Surgimento da brinquedoteca
A primeira ideia de brinquedoteca surgiu em 1934 em Los Angeles, nos anos da grande depressão econômica dos Estados Unidos, a fim de solucionar o problema de uma loja de brinquedos, onde crianças de uma escola municipal estavam roubando os produtos da loja. Com isso, criou-se um serviço de empréstimo de brinquedos, chamado de Los Angeles Toy Loan, como um recurso comunitário, utilizado até os dias atuais.
Esse recurso comunitário expandiu-se na década de sessenta para a Europa, especificamente na Suécia, Inglaterra, Bélgica e França. Na Suécia em 1963, em Estocolmo surgiu à primeira Lekotec (Lucoteca), e tinha como objetivo o empréstimo de brinquedos e orientação às famílias com necessidades especiais, tendo a estimulação através do brinquedo como filosofia. E na Inglaterra, em 1967 surgiram as Toys Libraries (Bibliotecas de Brinquedos).
Nascem as funções da brinquedoteca: a educacional e a terapêutica. Em 1987, ocorreu o Congresso Internacional de Toy Libraries em Toronto, Canadá. Onde foi discutido e questionado a adequação do nome Toy Libraries, visto que esta instituição realizava outras funções, como apoio as famílias, orientação educacional, estimulação à socialização e resgate da cultura. Tudo isso motivou o próprio Canadá a alterar o nome para Centro de Recursos para a Família.

## Surgimento da brinquedoteca no Brasil
Em 1971, inaugurou-se o Centro de Habilitação da Associação de Pais e Amigos dos Excepcionais (APAE), em São Paulo, onde foi realizada uma grande exposição de brinquedos pedagógicos, direcionados aos pais de crianças excepcionais, aos profissionais e aos estudantes. Como essa exposição deu certo, a APAE implantou em 1973 o Sistema de Rodízio de Brinquedos e Materiais Pedagógicos, espaço que ganhou o nome de Ludoteca, nesse espaço todos os brinquedos foram centralizados e passaram a ser utilizados nos moldes das bibliotecas circulantes. A primeira brinquedoteca surgiu em 1981, com a criação da Primeira Brinquedoteca Brasileira na Escola Indianópolis, em São Paulo, voltado para o ato de brincar, atendendo diretamente às crianças. Em 1984, criou-se a Associação Brasileira de Brinquedotecas (ABBri), responsável pelo crescimento da preocupação com o brinquedo e com as brincadeiras por todo o Brasil. Em 1994 foi criada a Brinquedoteca do Instituto da criança do Hospital das Clínicas da Faculdade de Medicina da Universidade de São Paulo, em parceria com a Fundação ABRINQ. Foi implantada em dezembro de 1994, com objetivo de amenizar o processo de internação das crianças. Pode-se considerar que tenha sido a primeira brinquedoteca hospitalar implantada com o intuito de melhorar o tratamento e a estadia das crianças internadas. Em 1997, a pesquisadora Lou de Olivier, ao estagiar nesta unidade, observou a importância da Brinquedoteca e sua aplicação na aprendizagem de crianças com ou sem distúrbios. A partir daí, ela desenvolveu uma pesquisa que culminou em uma nova forma de aplicar a Brinquedoteca como aliada à aprendizagem. Uma espécie de brinquedoteca intermediária entre a Hospitalar e a apenas lúdica. Ela fez diversas publicações e palestras a este respeito, criando também um curso para treinar professores e pais utilizando brinquedos e brincadeiras como meio de alfabetizar crianças consideradas normais e tratar crianças com distúrbios de aprendizagem. Este modelo de brinquedoteca tem sido utilizado com sucesso em diversas unidades tanto em clínicas quanto em escolas. A partir de 1999 a brinquedoteca HCFMUSP foi reestruturada, ainda em parceria com a ABRINQ e também foi criada uma Brinquedoteca-Móvel proporcionando recreação para as crianças impossibilitadas de sair do leito. Em agosto de 2003, foi implantada outra Brinquedoteca na ala nova do ICr, seguindo os mesmos padrões do projeto. 

## Características
A brinquedoteca prepara o espaço do "faz de conta" para que seu ambiente seja impregnado de criatividade, de manifestações de afeto e de apreciação pela infância, a tal ponto que a criança se sinta esperada e bem-vinda.
A ideia principal, é valorizar os brinquedos e atividades lúdicas e criativas; estimular o desenvolvimento global das crianças; despertar o interesse por uma nova forma de animação cultural que pode diminuir a distância entre as gerações; oferecer às crianças a oportunidade de experimentar os jogos antes de comprá-los; desvincular o valor lúdico do brinquedo do seu valor monetário ou afetivo, possibilitando à criança a aprendizagem de que não precisa possuir com exclusividade e pode usufruir partilhando com os outros; dar oportunidade às crianças de se relacionarem com adultos de forma agradável.

## Tipos
A brinquedoteca, como a biblioteca, atende públicos diversificados. Sendo uma instituição voltada para o público infanto-juvenil, observa-se que ela atua em situações ou lugares diferentes, cumprindo diferentes papéis em escolas, creches, universidades, hospitais, museus, clubes, favelas, presídios, etc.
Nos hospitais, as brinquedotecas têm como objetivo tornar a estada hospitalar da criança um pouco mais alegre e menos traumatizante, o que, segundo pesquisas atuais na área médica, divulgadas pela mídia, contribuem de forma positiva para a recuperação dos pacientes. A criança encontra no brinquedo uma forma de distração e divertimento, passando até mesmo a compreender melhor seu tratamento.

## Brinquedoteca escolar e hospitalar
A brinquedoteca  tem sido um dos maiores instrumentos pedagógico educativo na interação e vivência das crianças da Educação Infantil. Dentro delas, as crianças podem explorar um mundo mágico e contribuir para seu desenvolvimento emocional, intelectual e motor.
A partir daí, temos então dois modelos padronizados de brinquedoteca: A escolar e a hospitalar.
Escolar
A brinquedoteca Escolar, que se encontra dentro da instituição de ensino na maior parte das escolas brasileiras, busca assegurar o desenvolvimento integral da criança, com cantos. Ex: canto do faz de conta, do construtor, da leitura. É importante reconhecermos que não é apenas um lugar cheio de brinquedos e jogos, mais do que isso, é um setor pedagógico na qual se preocupa em privilegiar o brincar como principal método na construção de identidade e autonomia das crianças pequenas. Pois enquanto a criança brinca, naquele prazeroso momento ela estará adquirindo varias habilidades, expressando seus sentimentos, exercendo a linguagem, trocando informações e experiências com os demais companheiros e assim desenvolvendo sua aprendizagem.
Hospitalar
Brinquedoteca, hospitalar não é muito diferente da escolar, pois  apresenta requisitos de interação e também prioriza o brincar da criança. As crianças que residem em hospitais, certamente tem um lado emocional mais afetado, uma carência talvez maior e um desejo de brincar, muitas vezes, mais aguçado do que as que estão do lado de fora, com suas famílias. Por isso, é importantíssimo que esse espaço ofereça prazer, comodidade e segurança para as crianças. É importante dizer que, a partir do dia 21 de março de 2005, devido a LEI Nº 11.104, tornou-se obrigatório que os hospitais que ofereçam atendimento pediátrico em regime de internação tenham brinquedotecas.
Belo Horizonte 26/03/09. O governo de Minas Gerais e o serviço  voluntário de Assistência Social (SERVAS).  Inauguram a brinquedoteca da ala oncológica pediátrica do hospital da Baleia. 
O espaço conta com aparelhos específicos equipamentos eletrônicos obras infantis como livros infantis cd, DVDs educativo para a faixa etária de zero a 14 anos. Além do espaço fisico  as brinquedoteca tem unidade móvel   leva jogos filmes  e brinquedos  a enfermeira da pediatria.
Segundo Cunha (2004), a brinquedoteca hospitalar é muito importante para a criança doente, porque:
- traz momentos de alegria e descontração através do brincar;
- auxilia a preservar a saúde emocional das crianças;
- contribui para o desenvolvimento físico, psicológico e social das crianças;
- os traumas são amenizados, uma vez que o brincar contribui para a recuperação das crianças.

A autora ainda relata que a brinquedoteca é considerada um espaço ideal para as crianças darem vazão aos seus sentimentos após um exaustivo e inevitável  tratamento (como, por exemplo, o oncológico) e é importante porque nesse espaço há uma troca um com os outros de experiências; enfim, um partilha. Dizem que os familiares e as crianças percebem o brincar como uma forma de lutar/suportar a doença e o tratamento em que elas estão sujeitas, há um acolhimento.
Em relação ao espaço físico:
- Deve apresentar muita iluminação e ventilação adequada;
- Deve também apresentar condições de segurança, como por exemplo: tomada  altas, janelas  com grades e trancas de segurança em armários, os mobiliários devem ter cantos arredondados, os espaços devem  possuir lavatórios e pias atendendo as necessidades e tamanhos dos pequenos, o formato e disposição da brinquedoteca deve respeitar os objetivos da determinada instituição.

Em relação ao atendimento:
- É relevante que a brinquedoteca do hospital seja um setor reconhecido e respeitado por todos, com objetivo de estabelecer relações de um bem-estar e acolhimento para com a criança.
- Sendo um espaço de bem-estar, este local deve priorizar o brincar livre e espontâneo, fazendo com que as crianças se sintam felizes e relaxadas. Problemas de comportamentos inadequados deverão ser tratados com especialistas.
- É importante frisar que os profissionais de recreação, os brinquedistas e educadores devem ser capacitados para exercer essas atividades.[6]

## Importância
Na brinquedoteca a criança vivencia diversas atividades lúdicas, na verdade a criança passa a se conhecer melhor, a dominar suas angústias e a representar o mundo exterior, usando para isso o brinquedo.
De acordo com alguns estudos vistos,o jogo ou a brincadeira são atividades voluntárias e têm como características fundamentais o fato de ser livre, ter no faz-de-conta uma forma de representação de um desejo ou realidade.